# Луций Корнелий Сципион (консул 350 года до н. э.)
Луций Корнелий Сципион (лат. Lucius Cornelius Scipio) — политический и военный деятель Римской республики.
Происходил из патрицианского рода Корнелиев. В 352 году до н. э. Сципион был назначен интеррексом для избрания высших магистратов — консулов. Кроме того, в тот год был назначен диктатор Гай Юлий для борьбы с этрусками.
В 350 году до н. э. Сципион был избран консулом вместе с Марком Попилием Ленатом. Из-за его тяжёлой болезни на войне с галлами командовал его коллега.